# Олешня (приток Ужа)
Олешня — правый приток реки Уж, протекающий по Коростенскому району (Житомирская область).

## География
Длина — 19 км. Площадь бассейна — 102 км². Русло реки (отметки уреза воды) в нижнем течении (село Сарновичи) находится на высоте 149,1 м над уровнем моря. Служит водоприёмником системы каналов, примыкающей в верховье системы каналов.
Берёт начало западнее села Мединовка. Река течёт в верховье на северо-восток, затем — северо-запад. Впадает в реку Уж (на 138-м км от её устья) восточнее села Дедковичи. 
Пойма очагами занята лесами (доминирование сосны и берёзы), болотами и лугами. 
Притоки (от истока к устью): 
1. Брочовка правый

Населённые пункты на реке (от истока к устью):
Коростенский район — Коростенская городская община
1. Мединовка
2. Обиходовка
3. Обиходы
4. Сарновичи